# Amery
Amery és una població dels Estats Units a l'estat de Wisconsin. Segons el cens del 2000 tenia 2.845 habitants.

## Demografia
Segons el cens del 2000, Amery tenia 2.845 habitants, 1.231 habitatges, i 725 famílies. La densitat de població era de 366,2 habitants per km².
Dels 1.231 habitatges en un 25,7% hi vivien nens de menys de 18 anys, en un 47% hi vivien parelles casades, en un 9% dones solteres, i en un 41,1% no eren unitats familiars. En el 36,6% dels habitatges hi vivien persones soles el 21,1% de les quals corresponia a persones de 65 anys o més que vivien soles. El nombre mitjà de persones vivint en cada habitatge era de 2,17 i el nombre mitjà de persones que vivien en cada família era de 2,83.
Per edats la població es repartia de la següent manera: un 22,1% tenia menys de 18 anys, un 6,7% entre 18 i 24, un 21,6% entre 25 i 44, un 21,9% de 45 a 60 i un 27,6% 65 anys o més.
L'edat mediana era de 45 anys. Per cada 100 dones de 18 o més anys hi havia 72,5 homes.
La renda mediana per habitatge era de 30.710 $ i la renda mediana per família de 40.568 $. Els homes tenien una renda mediana de 31.636 $ mentre que les dones 20.795 $. La renda per capita de la població era de 17.125 $. Aproximadament el 4% de les famílies i el 8,5% de la població estaven per davall del llindar de pobresa.

## Poblacions més properes
El següent diagrama mostra les poblacions més properes.